# 竹内弘一
竹内 弘一（たけうち こういち、1977年4月30日 - ）は、京都放送（KBS京都）出身のフリーアナウンサーで、京都先端科学大学総合研究所の特任教授。KBSにはアナウンサーとして採用されたが、入社後は報道記者としても活動していた。同局から退社後の2022年に、母校の同志社大学で修士（政策学）の学位を取得。

## 経歴
大阪府の出身で、同志社大学法学部政治学科への在学中は、朝日放送（ラジオ・テレビ兼営体制時代の旧法人）のアルバイトとして『ワイドABCDE～す』（当時関西ローカルで平日の夕方に放送されていたテレビの情報番組）向けの天気予報をコンピュータで作成する業務に携わっていた。同局の天気予報を長らく担当している気象予報士の清水とおるは当時の上司、同志社大学での1年後輩に当たる八木早希（毎日放送出身のフリーアナウンサー）は当時のアルバイト仲間である。
アナウンサーとして報道系の番組を担当することを志していたため、同志社大学への在学中には、朝日放送でアルバイト勤務と並行しながらアナウンサーの採用試験を受験。専門学校などでアナウンスの技術を一切積んでいなかったにもかかわらず、岩本計介・小寺右子と共に最終面接まで残った。結局は岩本と「他局のアナウンサー試験でも同席していた」という小寺が採用されたが、自身もKBS京都のアナウンサー試験で採用の内定を得られたことから、大学卒業後の2000年4月1日付でアナウンサーとして同局へ入社した。

### アナウンサー時代
KBS京都への入社後には、前述した志望に沿って報道番組を中心に担当。2001年から報道記者を兼務すると、2003年から『Live5』（平日夕方のローカルニュース）でメインキャスターを務めた。2007年4月に温家宝（当時は中華人民共和国の首相）が京都を訪問した際の記者会見では、代表質問を任されている。
2007年には「京都に特化した経済情報番組」として『京biz』を立ち上げ。メインキャスターとしての出演に加えて、番組の構成・取材映像の編集・スポンサーの獲得に向けた営業活動をこなしながら、700社以上の企業を取材している。このような実績が評価されて、同番組は2017年に、メディアとしては初めての「京都創造者賞」を受賞した。さらに、2011年に制作したテレビドキュメンタリー『人間・永守重信』では、日本国内の放送局では初めて日本電産代表取締役社長（当時）の永守に対する密着取材に成功。KBS京都のラジオ放送部門がJRNへ加盟していないにもかかわらず、2020年にはTBSラジオ（JRNの幹事局）で『UNKNOWN KYOTO 京都再発見』というコラボレーション番組の放送を実現させている。
2008年には社会福祉法人「あだち福祉会」の評議員、2019年には京都市産業技術研究所の初代アドバイザー、2020年には京都商工会議所の企画・広報アドバイザーに相次いで就任。その一方で、幼児虐待に関する問題を取材したことをきっかけに、2019年には「京都こども宅食プロジェクト」（貧困世帯への見守り事業）を立ち上げた。

### 大学院生～教員時代
本人曰く「『京都こども宅食プロジェクト』を通じて『こども宅食』を政策として提言することの必要性を痛感した」とのことで、同志社大学在学中の恩師からの勧めもあって、「こども宅食」の政策化に関する学術論文の執筆を視野に大学院へ進学することを決意。当初はKBS京都に勤務しながら同志社大学大学院の総合政策科学研究科へ通学することを想定していたが、社業と学業を両立できる制度が当時の同社に整っていなかったことから、2021年3月31日付で退社した。
退社後の2021年6月から、京都先端科学大学総合研究所の特任教授に就任。同志社大学の大学院では、「こども宅食の政策化」と題する修士論文で修士（政策学）の学位を取得、2022年9月で修了に至った。
その一方で、同志社大学大学院への在学中から、「キャスター」という肩書で古巣・KBS京都の番組やイベントなどに出演。大学生時代にアルバイトで勤務していた朝日放送の旧法人からラジオ放送部門を2018年4月に承継した朝日放送ラジオでも、2023年から複数の番組へゲストで招かれていて、2024年4月からは『竹内弘一のなにがナンでも!』という冠番組がレギュラーで放送されている。

## 人物・趣味
自動車の運転が趣味で、「モータージャーナリスト」を自称しながら、コラムの執筆やYouTube向けの動画制作に取り組んでいる。
その一方で、KBS京都でアナウンサーと報道記者を兼務していた時期から、ビデオジャーナリストのようなスタイルで海外取材を随時担当。2022年度末までに、20の国・地域を1人で取材している。

## 現在の出演番組

### ラジオ
- 竹内弘一のなにがナンでも!（朝日放送ラジオ、2024年4月7日 - ）[4]
  - 放送枠を毎週日曜日の朝（9:00からの1時間）に設定していながら、「気になる世相を斬らず、『世直しトーク』や『日曜日の朝（の雰囲気）にふさわしい爽やかなトーク』も展開しない代わりに、京都に関する情報、笑い、蘊蓄を大阪からリスナーに届ける」と銘打った番組で、京都市観光協会が制作に協力。前週（2024年3月29日）までKBS京都で2年間放送されていた『竹内弘一のこういっちゃナンですが』（後述）に続いて桂南光と共演していることから、南光を表す「ナン」がタイトルに入っている。2024年6月30日放送分には清水をゲストに迎えていたが、月に1回は、南光の代わりに桂米紫がパートナーを担当。

## 過去の出演番組・作品
特記しない限り、京都放送（KBS京都）で制作。

### ラジオ
- 烏丸アナ小路上ル
- 音楽わいど ラジオ・ビュー
  - 竹内弘一の火曜はいかようにも
- 木村寿伸 オトナの90分♡一本勝負
- 山崎弘士のGOGOリクエスト
- 笑福亭晃瓶のほっかほかラジオ ほっかほかニュースペッパー
- 森谷威夫のお世話になります!!
  - サロン・ド・モリタニ
  - なごみんリポート
- 金曜やのパンチ★
- 童話の散歩道
- 竹内弘一のズキュ〜ン♡
- 竹内弘一のおはよう歳時記
- 竹内・山田のラジオで和ぃ和ぃミーティング
- 京都サンガF.C. Jリーグラジオ実況中継
- さらピン!（火曜日パーソナリティ、2021年3月30日 - 2022年3月22日）
- 竹内弘一のこういっちゃナンですが（2022年3月25日 - 2024年3月29日、毎週金曜日15:30 - 17:00）

以下はKBS京都退社後に出演した他局の番組。
- 辛坊治郎ズーム そこまで言うか!（ニッポン放送、2021年6月22日放送分で辛坊治郎に代わってパーソナリティを担当）
- 桂りょうばの落語トラベル（朝日放送ラジオ、2023年4月24日・5月1日放送分に「旅先案内人」という肩書でゲスト出演）
- 桑原征平粋も甘いも（朝日放送ラジオ、2023年6月21日）
  - 小寺が「朝日放送テレビのアナウンサー」として2021年度の下半期から桑原征平（関西テレビ出身のフリーアナウンサー）のパートナーを務めている生ワイド番組で、「ようこそ! 粋甘VIPルーム」（13時台前半のゲストコーナー）に「VIP」（ゲスト）として出演。

### テレビ
- やのぱんの生活情報部
- ぽじポジたまご
- ニュースきっちん
- Live5
- Weekly925
- 京プラス
- 『京biz』シリーズ（いずれもメインキャスターを担当）
  - 京biz
  - 京bizW
  - 京bizS
  - 京bizX
  - Kyobiz
- だから京都ビジネスはおもしろい～受け継がれるオンリーワンのDNA～（BSテレ東・BSテレ東4K、2024年6月30日） - MC

### 舞台作品
- 狂言「唐相撲（とうずもう）」